# 2.ª etapa de la Vuelta a España 2019
La 2.ª etapa de la Vuelta a España 2019 tuvo lugar el 25 de agosto de 2019 entre Benidorm y Calpe sobre un recorrido de 199,6 km y fue ganada en solitario por el colombiano Nairo Quintana del Movistar. El irlandés Nicolas Roche del Sunweb se convirtió en el nuevo portador del maillot rojo de líder.

## Clasificación de la etapa
| \| Clasificación de la etapa \| Clasificación de la etapa \| Clasificación de la etapa \| Clasificación de la etapa \| Clasificación de la etapa \| \| Ciclista \| Ciclista \| Equipo \| Tiempo \| \| \| ------------------------- \| ------------------------- \| ------------------------- \| ------------------------- \| ------------------------- \| \| 1.º \| Nairo Quintana \| Movistar Team \| 5 h 11 min 17 s \| \| \| 2.º \| Nicolas Roche \| Team Sunweb \| + 5 s \| \| \| 3.º \| Primož Roglič \| Team Jumbo-Visma \| + 5 s \| \| \| 4.º \| Rigoberto Urán \| EF Education First \| + 5 s \| \| \| 5.º \| Fabio Aru \| UAE Team Emirates \| + 5 s \| \| \| 6.º \| Mikel Nieve \| Mitchelton-Scott \| + 8 s \| \| \| 7.º \| Sergio Higuita \| EF Education First \| + 37 s \| \| \| 8.º \| Tadej Pogačar \| UAE Team Emirates \| + 37 s \| \| \| 9.º \| Alex Aranburu \| Caja Rural-Seguros RGA \| + 37 s \| \| \| 10.º \| Alejandro Valverde \| Movistar Team \| + 37 s \| \| |                    |                        |                 |
| |                    |                        |                 |
| Fuente: ProCyclingStats |                    |                        |                 |
| Clasificación de la etapa |                    |                        |                 |
| Ciclista | Ciclista           | Equipo                 | Tiempo          |
| 1.º | Nairo Quintana     | Movistar Team          | 5 h 11 min 17 s |
| 2.º | Nicolas Roche      | Team Sunweb            | + 5 s           |
| 3.º | Primož Roglič      | Team Jumbo-Visma       | + 5 s           |
| 4.º | Rigoberto Urán     | EF Education First     | + 5 s           |
| 5.º | Fabio Aru          | UAE Team Emirates      | + 5 s           |
| 6.º | Mikel Nieve        | Mitchelton-Scott       | + 8 s           |
| 7.º | Sergio Higuita     | EF Education First     | + 37 s          |
| 8.º | Tadej Pogačar      | UAE Team Emirates      | + 37 s          |
| 9.º | Alex Aranburu      | Caja Rural-Seguros RGA | + 37 s          |
| 10.º | Alejandro Valverde | Movistar Team          | + 37 s          |

## Clasificaciones al final de la etapa

### Clasificación general
| \| Clasificación general \| Clasificación general \| Clasificación general \| Clasificación general \| Clasificación general \| \| Ciclista \| Ciclista \| Equipo \| Tiempo \| \| \| --------------------- \| --------------------- \| --------------------- \| --------------------- \| --------------------- \| \| 1.º \| Nicolas Roche \| Team Sunweb \| 5 h 26 min 12 s \| \| \| 2.º \| Nairo Quintana \| Movistar Team \| + 2 s \| \| \| 3.º \| Rigoberto Urán \| EF Education First \| + 8 s \| \| \| 4.º \| Mikel Nieve \| Mitchelton-Scott \| + 22 s \| \| \| 5.º \| Miguel Ángel López \| Astana \| + 33 s \| \| \| 6.º \| Primož Roglič \| Team Jumbo-Visma \| + 36 s \| \| \| 7.º \| Wilco Kelderman \| Team Sunweb \| + 38 s \| \| \| 8.º \| Sergio Higuita \| EF Education First \| + 40 s \| \| \| 9.º \| Davide Formolo \| Bora-Hansgrohe \| + 46 s \| \| \| 10.º \| Rafał Majka \| Bora-Hansgrohe \| + 46 s \| \| |                    |                    |                 |
| |                    |                    |                 |
| Fuente: ProCyclingStats |                    |                    |                 |
| Clasificación general |                    |                    |                 |
| Ciclista | Ciclista           | Equipo             | Tiempo          |
| 1.º | Nicolas Roche      | Team Sunweb        | 5 h 26 min 12 s |
| 2.º | Nairo Quintana     | Movistar Team      | + 2 s           |
| 3.º | Rigoberto Urán     | EF Education First | + 8 s           |
| 4.º | Mikel Nieve        | Mitchelton-Scott   | + 22 s          |
| 5.º | Miguel Ángel López | Astana             | + 33 s          |
| 6.º | Primož Roglič      | Team Jumbo-Visma   | + 36 s          |
| 7.º | Wilco Kelderman    | Team Sunweb        | + 38 s          |
| 8.º | Sergio Higuita     | EF Education First | + 40 s          |
| 9.º | Davide Formolo     | Bora-Hansgrohe     | + 46 s          |
| 10.º | Rafał Majka        | Bora-Hansgrohe     | + 46 s          |

### Clasificación por puntos
| Clasificación por puntos | Clasificación por puntos | Clasificación por puntos | Clasificación por puntos | Clasificación por puntos |
| Ciclista                 | Ciclista                 | Equipo                   | Puntos                   |                          |
| ------------------------ | ------------------------ | ------------------------ | ------------------------ | ------------------------ |
| 1.º                      | Nairo Quintana           | Movistar Team            | 25 pts                   |                          |
| 2.º                      | Nicolas Roche            | Team Sunweb              | 20 pts                   |                          |
| 3.º                      | Primož Roglič            | Team Jumbo-Visma         | 17 pts                   |                          |
| 4.º                      | Rigoberto Urán           | EF Education First       | 14 pts                   |                          |
| 5.º                      | Fabio Aru                | UAE Team Emirates        | 12 pts                   |                          |
| 6.º                      | Mikel Nieve              | Mitchelton-Scott         | 10 pts                   |                          |
| 7.º                      | Sergio Higuita           | EF Education First       | 9 pts                    |                          |
| 8.º                      | Tadej Pogačar            | UAE Team Emirates        | 8 pts                    |                          |
| 9.º                      | Alex Aranburu            | Caja Rural-Seguros RGA   | 7 pts                    |                          |
| 10.º                     | Alejandro Valverde       | Movistar Team            | 6 pts                    |                          |

### Clasificación de la montaña
| Clasificación de la montaña | Clasificación de la montaña | Clasificación de la montaña | Clasificación de la montaña | Clasificación de la montaña |
| Ciclista                    | Ciclista                    | Equipo                      | Puntos                      |                             |
| --------------------------- | --------------------------- | --------------------------- | --------------------------- | --------------------------- |
| 1.º                         | Ángel Madrazo               | Burgos-BH                   | 8 pts                       |                             |
| 2.º                         | Alejandro Valverde          | Movistar Team               | 5 pts                       |                             |
| 3.º                         | Sander Armée                | Lotto-Soudal                | 4 pts                       |                             |
| 4.º                         | Pierre Latour               | AG2R La Mondiale            | 3 pts                       |                             |
| 5.º                         | Jonathan Lastra             | Caja Rural-Seguros RGA      | 3 pts                       |                             |
| 6.º                         | George Bennett              | Team Jumbo-Visma            | 1 pt                        |                             |

### Clasificación de los jóvenes
| Clasificación del mejor joven | Clasificación del mejor joven | Clasificación del mejor joven | Clasificación del mejor joven | Clasificación del mejor joven |
| Ciclista                      | Ciclista                      | Equipo                        | Tiempo                        |                               |
| ----------------------------- | ----------------------------- | ----------------------------- | ----------------------------- | ----------------------------- |
| 1.º                           | Miguel Ángel López            | Astana                        | 5 h 26 min 45 s               |                               |
| 2.º                           | Sergio Higuita                | EF Education First            | + 7 s                         |                               |
| 3.º                           | Alex Aranburu                 | Caja Rural-Seguros RGA        | + 37 s                        |                               |
| 4.º                           | Tadej Pogačar                 | UAE Team Emirates             | + 1 min 07 s                  |                               |
| 5.º                           | James Knox                    | Deceuninck-Quick Step         | + 1 min 08 s                  |                               |
| 6.º                           | Daniel Felipe Martínez        | EF Education First            | + 1 min 13 s                  |                               |
| 7.º                           | Hugh Carthy                   | EF Education First            | + 1 min 13 s                  |                               |
| 8.º                           | Kilian Frankiny               | Groupama-FDJ                  | + 1 min 22 s                  |                               |
| 9.º                           | Mark Padun                    | Bahrain-Merida                | + 1 min 32 s                  |                               |
| 10.º                          | Ruben Guerreiro               | Katusha-Alpecin               | + 1 min 39 s                  |                               |

### Clasificación por equipos
| Clasificación por equipos | Clasificación por equipos  | Clasificación por equipos | Clasificación por equipos |
| Equipo                    | Equipo                     | Tiempo                    |                           |
| ------------------------- | -------------------------- | ------------------------- | ------------------------- |
| 1.º                       | Team Sunweb                | 15 h 51 min 12 s          |                           |
| 2.º                       | EF Education First         | + 2 s                     |                           |
| 3.º                       | Movistar Team              | + 6 s                     |                           |
| 4.º                       | Mitchelton-Scott           | + 16 s                    |                           |
| 5.º                       | Team Jumbo-Visma           | + 35 s                    |                           |
| 6.º                       | UAE Team Emirates          | + 1 min 02 s              |                           |
| 7.º                       | Astana                     | + 1 min 33 s              |                           |
| 8.º                       | AG2R La Mondiale           | + 2 min 10 s              |                           |
| 9.º                       | Caja Rural-Seguros RGA     | + 2 min 10 s              |                           |
| 10.º                      | Cofidis, Solutions Crédits | + 2 min 16 s              |                           |

## Abandonos
Ninguno.